# بوسیندولول
بوسیندولول (انگلیسی: Bucindolol) یک مسدودکننده بتا غیرانتخابی با ویژگی‌های مسدودکننده آلفای ضعیف و برخی فعالیت‌های سمپاتومیمتیک ذاتی است. این دارو در سال ۲۰۰۹ میلادی توسط FDA در ایالات متحده برای درمان نارسایی قلبی مورد بررسی قرار گرفت، اما به دلیل مشکلات مربوط به یکپارچگی داده‌های ارسالی رد شد.